# Ecquedecques
Ecquedecques é uma comuna francesa na região administrativa de Altos da França, no departamento de Pas-de-Calais. Estende-se por uma área de 2,63 km². Em 2010 a comuna tinha 511 habitantes (densidade: 194,3 hab./km²).